# 헤이 먼데이
헤이 먼데이(Hey Monday)는 미국의 팝 록 밴드이다.